# Флевиль
Флеви́ль (фр. Fléville) — коммуна во Франции, находится в регионе Шампань — Арденны. Департамент коммуны — Арденны. Входит в состав кантона Гранпре. Округ коммуны — Вузье.
Код INSEE коммуны — 08171.
Коммуна расположена приблизительно в 200 км к востоку от Парижа, в 60 км северо-восточнее Шалон-ан-Шампани, в 55 км к югу от Шарлевиль-Мезьера.

## Население
Население коммуны на 2008 год составляло 95 человек.
| 1962 | 1968 | 1975 | 1982 | 1990 | 1999 | 2008 |
| ---- | ---- | ---- | ---- | ---- | ---- | ---- |
| 146  | 148  | 118  | 113  | 108  | 102  | 95   |

## Экономика
В 2007 году среди 55 человек в трудоспособном возрасте (15—64 лет) 42 были экономически активными, 13 — неактивными (показатель активности — 76,4 %, в 1999 году было 67,3 %). Из 42 активных работали 36 человек (25 мужчин и 11 женщин), безработных было 6 (1 мужчина и 5 женщин). Среди 13 неактивных 3 человека были учениками или студентами, 4 — пенсионерами, 6 были неактивными по другим причинам.